# Universidad Aoyama
Aoyama Gakuin (学校法人青山学院, Gakkō Houjin Aoyama Gakuin) es una institución educativa en Tokio, Japón, que está compuesta por la Universidad Aoyama Gakuin, Tecnológico Superior Aoyama Gakuin para Mujeres, la Secundaria Aoyama Gakuin, Aoyama Gakuin Post Primaria, la Escuela Primaria de Aoyama Gakuin, y el Kínder Aoyama Gakuin. 
La institución fue fundada en 1874 por Dora E. Schoonmaker, una misionera estadounidense enviada a Japón por la Sociedad de Misioneras Extranjeras de la Iglesia Episcopal. El misionero canadiense Davidson MacDonald tuvo un papel en la fundación de Ayoyama Gakuin,  su contribución a la mejora del sistema educativo de Japón se considera  un episodio importante en la historia temprana de las relaciones canadiense – japonesas.